# أنخيل بيريز (لاعب كرة قدم)
أنخيل بيريز (بالإسبانية: Ángel Luis Pérez Pérez)‏ (21 فبراير 1981 بأفيليس في إسبانيا - ) هو لاعب كرة قدم إسباني في مركز الدفاع. لعب مع راسينغ فيرول وريال أوفييدو وريال مايوركا ونادي قرطبة ونومانسيا وMarino de Luanco ‏ وAtlético Coruña Montañeros CF ‏ وUD Llanera ‏ وReal Oviedo Vetusta ‏ ونادي بالنثيا ‏.

## وصلات خارجية
- أنخيل بيريز على موقع Soccerway.com (الإنجليزية)